# Ipogeo di Crispia Salvia
L'ipogeo di Crispia Salvia rappresenta un importante monumento situato nella necropoli di Lilibeo, oggi in via Massimo D'Azeglio a Marsala.

## Storia

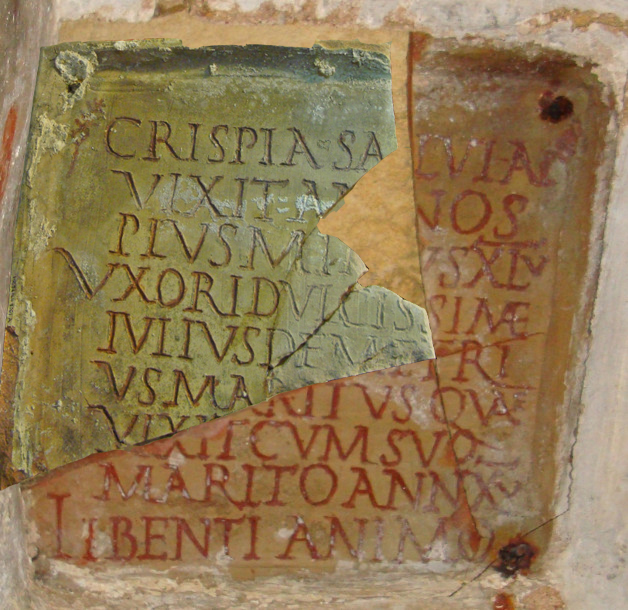
Epigrafe dell'ipogeo di Crispia Salvia.
Questa foto è una ricostruzione in quanto la parte a sinistra è conservata all'interno del Museo archeologico Baglio Anselmi di Marsala, la parte a destra si trova nell'Ipogeo stesso

Dall'epigrafe latina risalente al II sec. d.C. si evince che la tomba era dedicata a Crispia Salvia dal marito Iulius Demetrius. La donna è stata sposata per 15 anni ed è morta a circa 45 anni. L'importanza di attribuire l'età alla donna e di specificare gli anni di matrimonio potrebbe voler dire, secondo alcuni studiosi, che la donna fosse stata già sposata. I nomi della donna rivelano le sue nobili origini, appartenendo a due gens: i Crispius, aventi interessi economici nella Sicilia occidentale, visti i ritrovamenti di utensili e tegole con bollo A.C.Crispi a Segesta, ed i Salvii, anch'essi riconducibili a Lilibeo. Del marito Iulius Demetrius non si possono facilmente conoscere le origini, dato che il nome era diffuso in tutte le città della Sicilia, sia da personaggi di alto rango che da liberti. Tuttavia, non è da escludersi l'origine nobile.
Trascrizione dell'epigrafe:
CRISPIA SALVIA
VIXIT ANNOS
PLUS MINUS XLV
UXORI DULCISSIMAE
IULIUS DEMETRI
US QUAE
VIXIT CUM SUO
MARITO ANN XV
LIBENTI ANIMO

## Descrizione
L'ipogeo è stato scoperto nel 1994 a seguito della demolizione di un edificio, durante uno scavo archeologico condotto dalla Soprintendenza di Trapani, con la direzione scientifica della dott.ssa Rossella Giglio, editore dell'eccezionale monumento, unico allo stato delle attuali conoscenze. Consta di una camera funeraria di forma trapezoidale di circa 25 m² cui si accede da un dromos ricavato nella roccia. Le pareti sono ricche di decorazioni pittoriche.

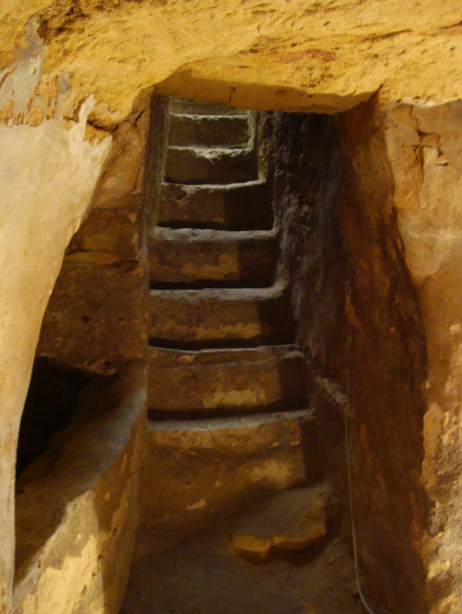
Accesso all'ipogeo di Crispia Salvia.
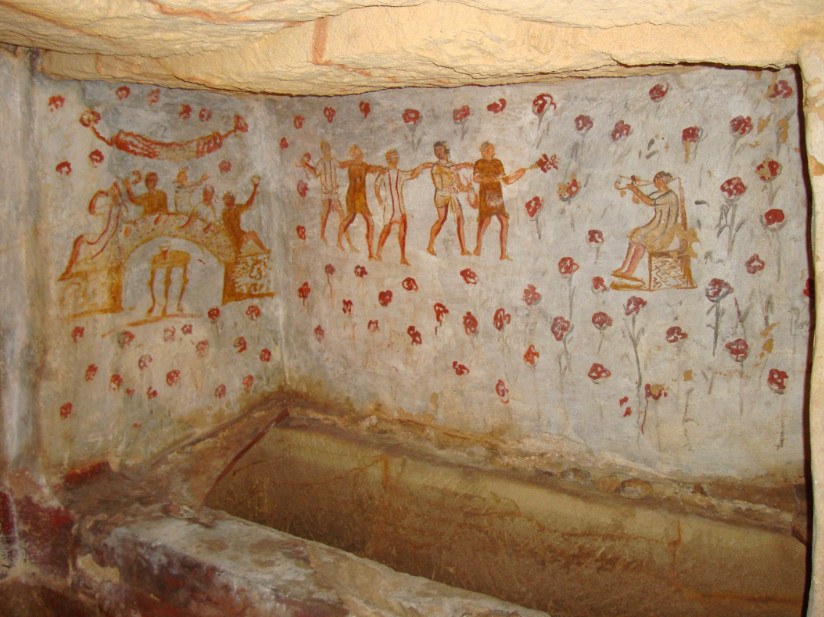
Scena ipogeo Crispia Salvia.
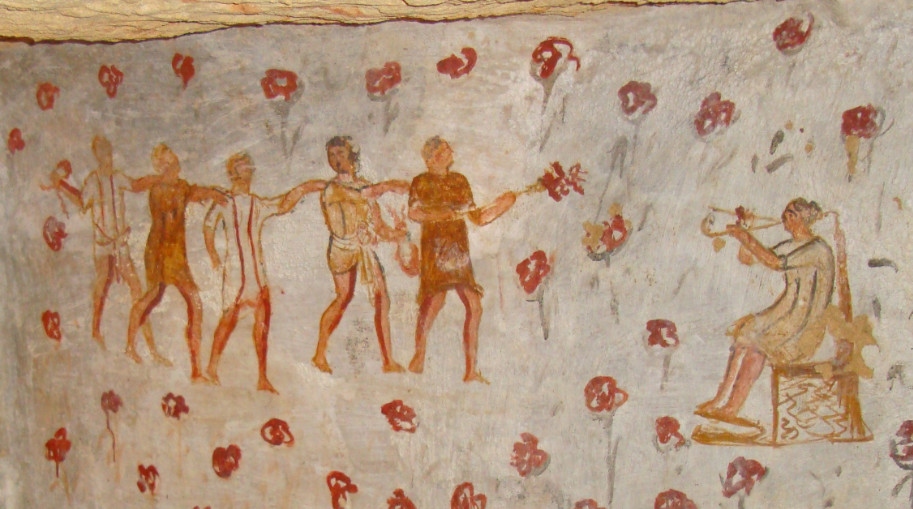
Pittura raffigurante cinque danzatori ed una donna seduta. Ciascuno dei danzatori poggia un braccio sulla spalla di quello che lo precede, il primo a destra ha in mano un fiore, l'ultimo una corona.  La donna suona un “aulos” a canne doppie. Sullo sfondo sono dipinti fiori rossi.
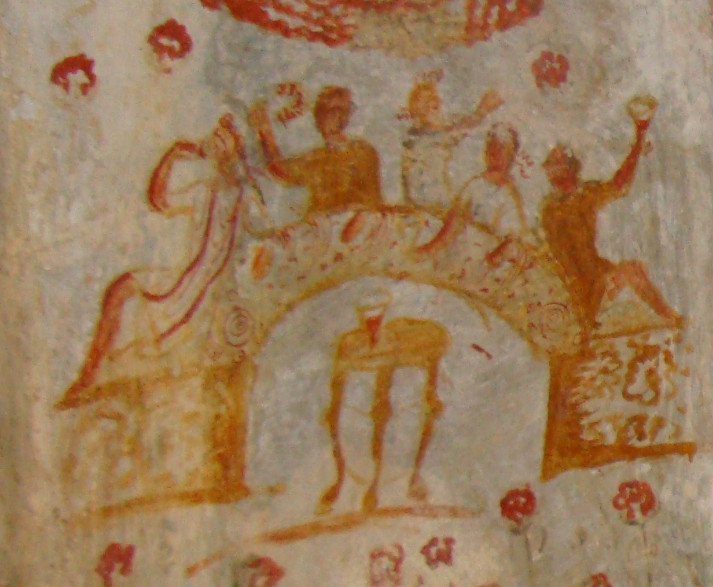
Particolare dei commensali attorno ad un tavolino a tre gambe con bicchiere di vetro pieno di vino rosso.
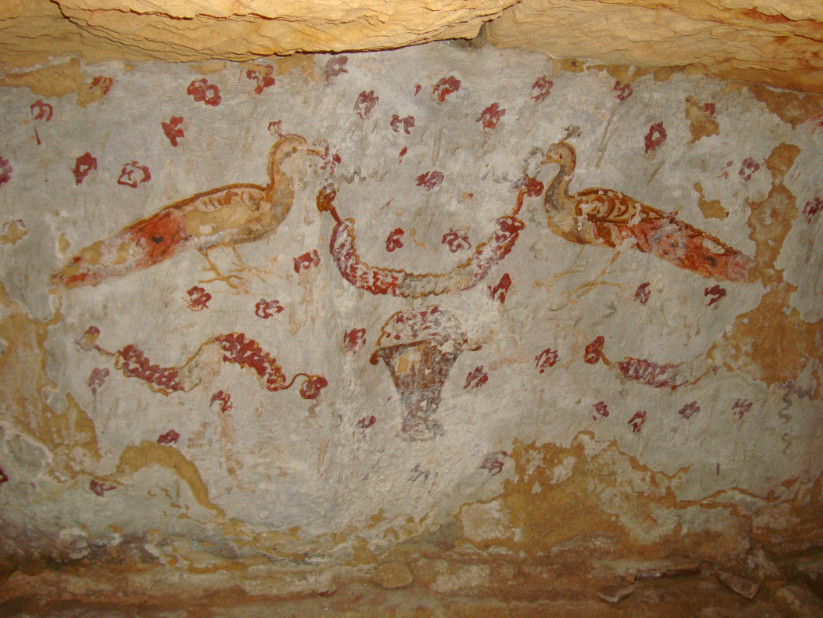
Pavoni che reggono una ghirlanda ed un “kalathos”.
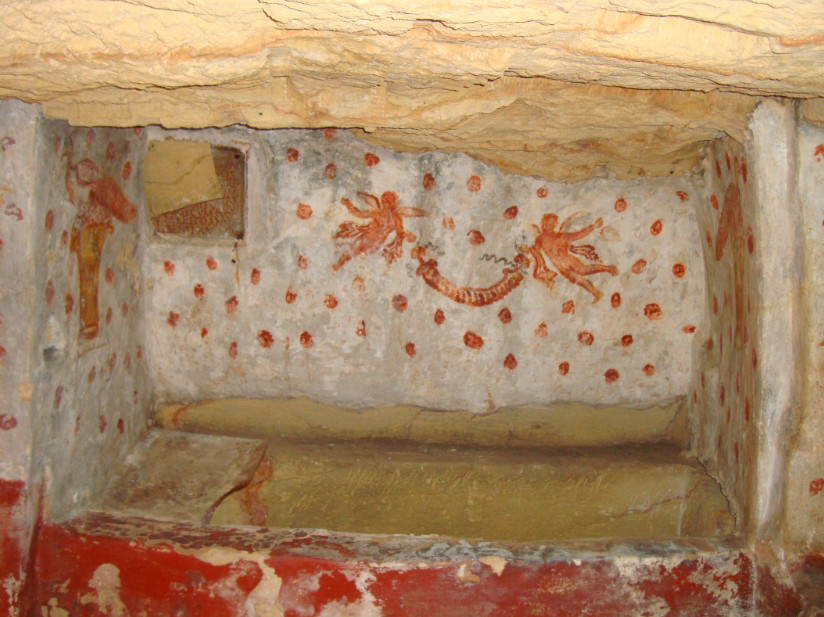
Amorini in volo mentre reggono una ghirlanda di fiori rossi con nastri verdi.

## Curiosità
L'Ipogeo si trova al di sotto di un edificio di cinque piani ubicato in via Massimo D'Azeglio a Marsala.